# Rip Tide (film, 2017)
Pour plus de détails, voir Fiche technique et Distribution.
Rip Tide est un film australien réalisé par Rhiannon Bannenberg, sorti en 2017.

## Synopsis
Apres la publication d'une vidéo embarrassante, une mannequin New-Yorkaise décide de fuir son quotidien en rendant visite à sa tante en Australie.

## Fiche technique
- Titre original : Rip Tide
- Réalisation : Rhiannon Bannenberg
- Scénario : Georgia Harrison
- Direction artistique : Jamie Cranney
- Décors : Jan Edwards
- Costumes : Andrew Infanti
- Photographie : Tania Lambert
- Son :
- Montage : Adrian Powers
- Casting : Danny Long
- Musique : YEAST (FR - Echo Orange Publishing)
- Production :
- Société de production : The Steve Jaggi Company, 
  - produit avec l'aide de : Head Gear Films, Kreo Films FZ, Metrol Technology, Winterland Pictures
- Société(s) de distribution : 
  -  États-Unis : MarVista Entertainment
  -  Australie : Umbrella Entertainment
  -  France :
- Budget : 3 400 000$
- Pays d'origine :  États-Unis
- Langue originale : anglais
- Format : couleur
- Genre : Comédie familiale
- Durée : 104 minutes
- Dates de sortie : 
  - États-Unis : 10 juin 2017
  - Australie : 14 septembre 2017
  - France : 2017

 Sauf indication contraire, les informations mentionnées dans cette section peuvent être confirmées par la base de données cinématographiques IMDb,  présente dans la section « Liens externes ».

## Distribution
- Debby Ryan : Cora
- Genevieve Hegney : Margot
- Andrew Creer : Tom
- Naomi Sequeira : Chicka
- Valerie Bader : Bee
- Aaron Jeffery : Owen
- Jeremy Lindsay Taylor : Caleb
- Danielle Carter : Sofia
- Marcus Graham : Farriet
- Kimie Tsukakoshi : Lily
- Sophie Gray : Demi

 Source et légende : version française (VF) sur RS Doublage

Photos des acteurs
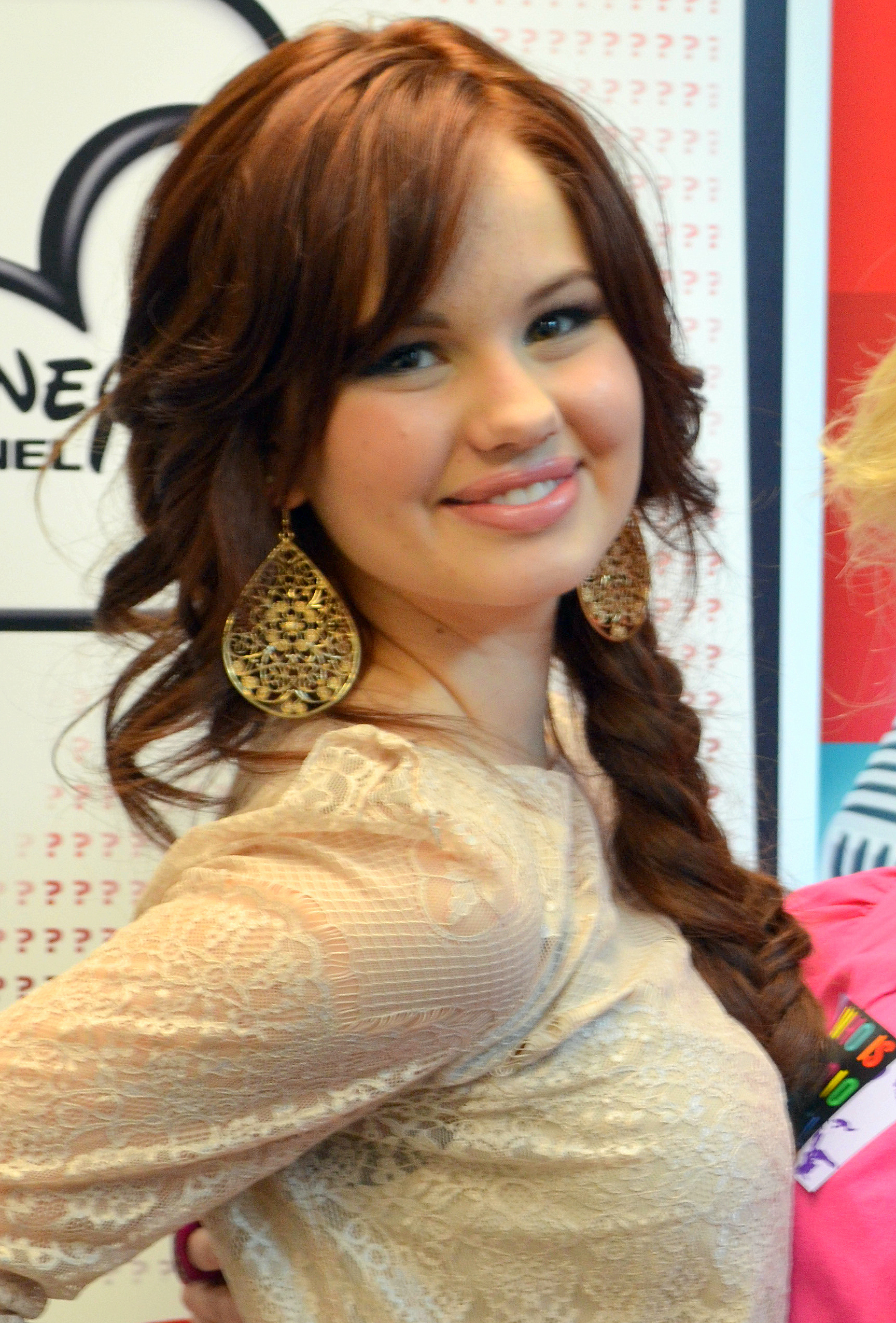
Debby Ryan interprète Cora.
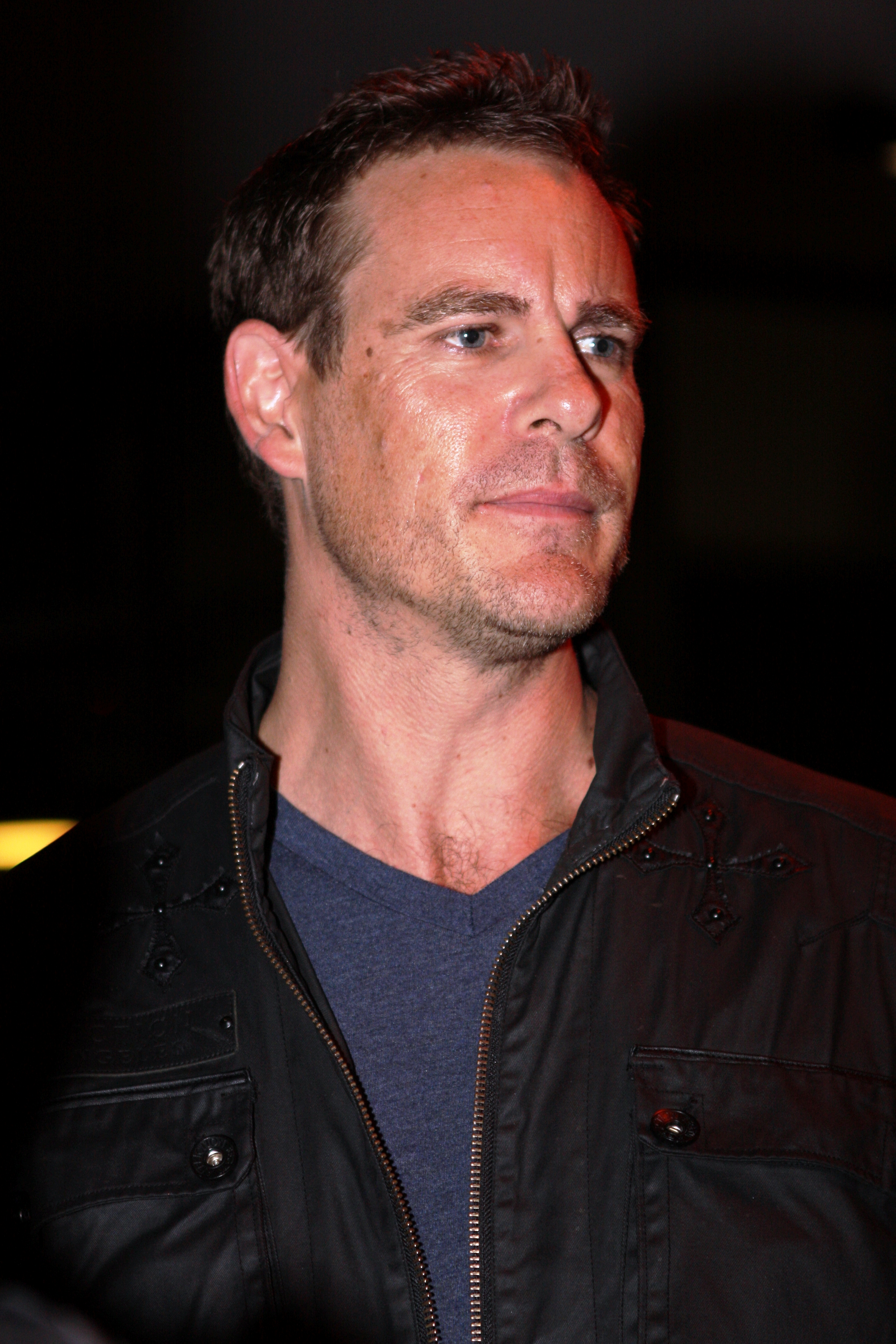
Aaron Jeffery interprète Owen.
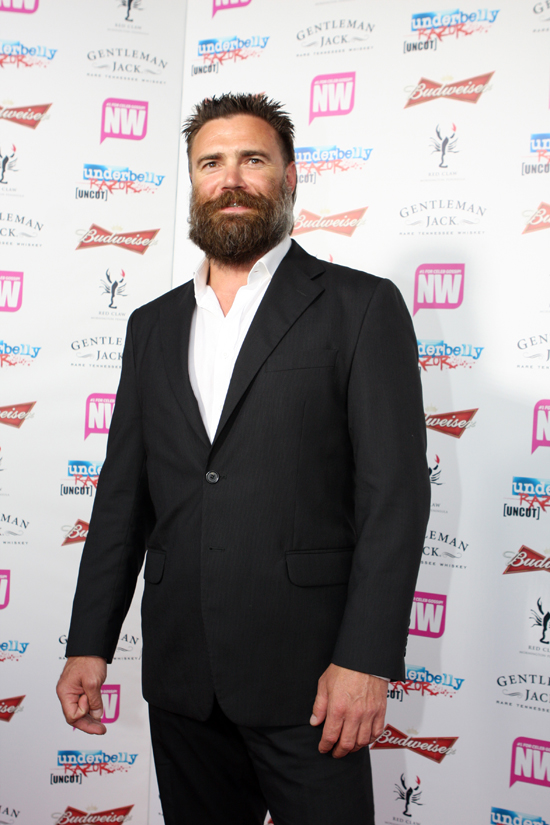
Jeremy Lindsay Taylor interprète Caleb.
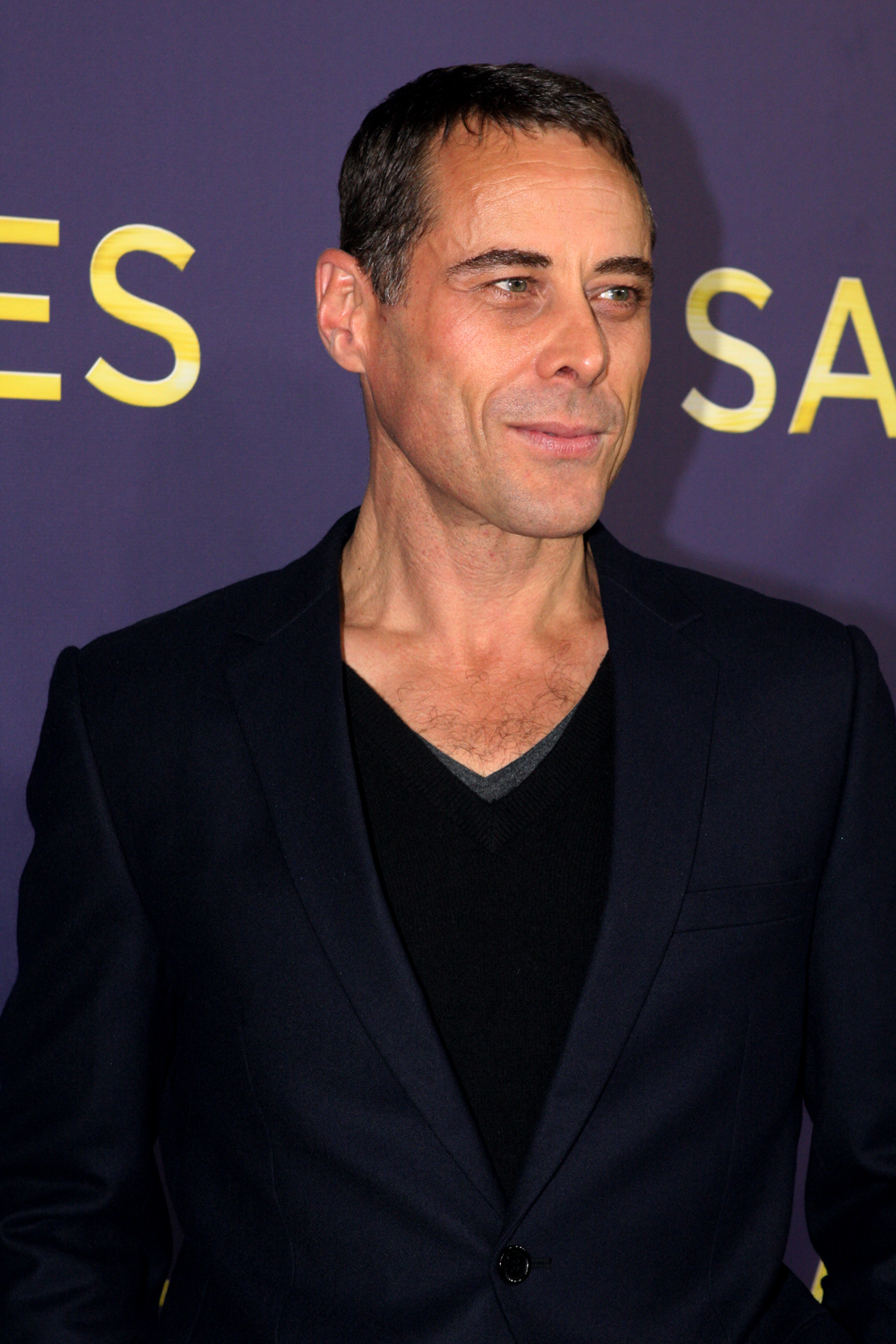
Marcus Graham interprète Farriet.

## Distinctions
| Année | Awards                     | Catégorie     | Nomination          | Résultat   |
| ----- | -------------------------- | ------------- | ------------------- | ---------- |
| 2017  | Festival du film de Sydney | Meilleur film | Rhiannon Bannenberg | Nomination |